# Complexo de Israel
Complexo de Israel é o agrupamento de favelas na Zona Norte do município brasileiro do Rio de Janeiro que compreende os bairros de Parada de Lucas, Vigário Geral, Cidade Alta, Cinco Bocas e Pica-Pau. A localidade é dominada pela organização criminosa Terceiro Comando Puro (TCP), liderada pelo traficante Álvaro Malaquias Santa Rosa, também conhecido como "Peixão". As comunidades do Complexo de Israel tornaram-se célebres pela implementação de um fundamentalismo evangélico, foram erguidas bandeiras de Israel e estampadas estrelas de Davi nos muros, símbolo maior do judaísmo, em diversos pontos. Álvaro Malaquias impôs uma perseguição a praticantes de religiões afro-brasileiras levada a cabo pelos integrantes da facção criminosa. Há relatos, igualmente, de embaraço ao culto católico na comunidade, embora em grau menor que o executado contra o grupo religioso anterior.